# Gustaf Arcadius
Gustaf Edvard Arcadius, född den 16 april 1864 i Gumlösa församling, Kristianstads län, död den 25 oktober 1950 i Stockholm, var en svensk skolman. Han var bror till Carl Olof Arcadius.
Arcadius blev student vid Lunds universitet 1884 och avlade filosofie kandidatexamen där 1891. Han tjänstgjorde vid allmänna läroverket i Landskrona 1894–1897. Efter tjänstgöring som vikarie vid folkskoleseminariet i Växjö var Arcadius adjunkt där 1901–1908. Han blev adjunkt vid folkskoleseminariet i Lund 1908 och lektor där 1918. Arcadius blev riddare av Vasaorden 1917 och av Nordstjärneorden 1929.